# Playing for Keeps (2012)
Playing for Keeps (bra: Um Bom Partido; prt: Fintar o Amor) é um filme de comédia romântica estadunidense de 2012 dirigido por Gabriele Muccino, estrelado por Gerard Butler com Jessica Biel, Catherine Zeta-Jones, Dennis Quaid, Uma Thurman e Judy Greer em papéis secundários. O filme foi lançado em 7 de dezembro de 2012, nos Estados Unidos e Canadá pela FilmDistrict.

## Sinopse
Quando George (Gerard Butler) recebe uma segunda chance para se aproximar de seu filho Lewis (Noah Lomax) ele percebe o quanto esteve ausente devido a sua carreira. Agora ele tentará reconstruir sua vida mas para isso precisa reconquistar sua ex-mulher Stacey (Jessica Biel) e mostrar que ele é de fato um bom partido.

## Elenco
- Gerard Butler como George Dryer
- Jessica Biel como Stacie Dryer
- Uma Thurman como Patti King
- Noah Lomax como Lewis Dryer, filho de George e Stacie
- Catherine Zeta-Jones como Denise
- Dennis Quaid como Carl King
- Judy Greer como Barb
- James Tupper como Matt
- Iqbal Theba como Param
- Marlena Rayne como Samantha
- Aidan Potter como Hunter

## Produção
Gerard Butler foi confirmado para estrelar o filme em 23 de fevereiro de 2011. Em 7 de maio de 2011, uma chamada de elenco foi realizada para figurantes aparecem no filme.
As filmagens começaram durante a semana de 5 de abril de 2011.
Em 16 de julho de 2012, FilmDistrict alterou o título de "Playing the Field" para "Playing for Keeps".

## Recepção
A recepção crítica para o filme tem sido extremamente negativo, com o filme segurando uma classificação de 4% "podre" no Rotten Tomatoes baseado em 82 opiniões. Estados de consenso do site: "Tolo, sem foco e sem dúvida misógino, Playing for Keeps é desanimador, o mais baixo denominador comum comédia romântica de Hollywood". É colocado por último de dezesseis filmes foi para dezembro de 2012.
No Metacritic tem uma avaliação de 27% com base em 25 avaliações, indicando várias críticas desfavoráveis.

### Prêmios
| Prêmio            | Categoria              | Beneficiário | Resultado |
| ----------------- | ---------------------- | ------------ | --------- |
| Framboesa de Ouro | Pior Atriz Coadjuvante | Jessica Biel | Indicado  |